# بندخان
بَندِ خان (به ازبکی: Bandixon) یک منطقهٔ مسکونی در ازبکستان است که در استان سرخان‌دریا واقع شده‌است.

## خصوصیات
بندخان ۱۰٬۱۱۰ نفر جمعیت دارد.